# Wael Abu Faour
Wael Wahbe Abu Faour (ur. w 1972) – polityk libański, druz, związany z Socjalistyczną Partią Postępu. Od 2005 r. jest deputowanym do libańskiego parlamentu z okręgu Zachodnie Bekaa-Raszaja. Był sekretarzem stanu w rządach Fuada Siniory i Sada al-Haririego. 13 czerwca 2011 r. został mianowany ministrem spraw socjalnych w gabinecie Nadżiba Mikatiego.